# Jean-Claude Masson
Jean-Claude Masson est un poète et essayiste belge, né le 22 décembre 1950 à Jupille-sur-Meuse (Liège).
Il est aussi traducteur et préfacier de nombreux ouvrages de littérature espagnole, hispano-américaine et portugaise. Il est l’éditeur des Œuvres poétiques d'Octavio Paz dans la Bibliothèque de la Pléiade (Gallimard).
Il est le compagnon de l'artiste, romancière et hispaniste Annick Le Scoëzec.

## Biographie
Après des études de philologie romane à l’université de Liège et un passage par l’enseignement, Jean-Claude Masson se consacre à l’écriture (poésie et critique), à la traduction et à l’édition. Cofondateur de la revue liégeoise Carré Magazine (1980), il collabore à La Nouvelle Revue française, Esprit, La Lettre internationale, Europe, Poésie, Les Cahiers internationaux de Symbolisme, L’Alphée, Cuadernos Hispanoamericanos (Madrid), Anterem (Vérone), STILB (Rome).
Conférencier invité de l’Institut français d'Amérique latine à Mexico (mars 1982), du Centre culturel du Mexique à Paris (printemps 1983) et de la Maison française de New-York, il effectue de nombreux voyages à travers l’Europe, l’Afrique du Nord et le Proche-Orient, l’Inde et l’Asie du Sud-Est, l’Amérique du Nord, le Mexique et l’Amérique Centrale.
Il est écrivain invité (« writer in residence ») du Groupe de recherches en études francophones (G.R.E.F.) du Collège Glendon, Université d’York à Toronto (mars-avril 1986). Directeur adjoint du Centre culturel du Mexique (1986-1987), il s’installe à Paris en 1987, où il réside depuis lors. Entre 1989 et 1994, il est chroniqueur de la revue mexicaine Vuelta, fondée et dirigée par Octavio Paz. En 1999, il crée avec son épouse les Éditions Garamond.

## Œuvres

### Poésie
- Méprises, éditions Don Bosco, Liège, 1970.
- Centrifuges, éditions Asphalte, Liège, 1971.
- Delenda Carthago, Liège, 1971.
- Mots croisés, en collaboration avec Yves De Smet, frontispice original d'André Stas, éditions La Clef des Champs, Liège, 1975.
- Histoire de deux Jardins, poème d'Octavio Paz traduit de l'espagnol, éditions La Clef des Champs, Liège, 1977.
- Tout l’or du monde, préface de Pierre Seghers, Bruxelles, Éditions de la Louve, 1985.
- Le Testament du printemps, Paris, Gallimard, 1991.
- Deux Poèmes chiffrés, un sonnet crypté, avec des peintures originales de Julius Baltazar, Paris, André Biren, 1995.
- Le Chantimane, Toronto, Éditions du Gref, 1997.
- Les Saisons brûlées, Tombeaux pour un siècle, Paris, Garamond, 1999.
- L’Ancre des songes, Opus incertum, 1979-1999, Paris, Garamond, 2007.
- Livre d'heures du bois d'automne, Paris, Garamond, 2011.
- Poeta in partibus, Trois poèmes précédés d'un Argument, Paris, Garamond, 2017.
- Le Pont transparent, Paris, Garamond, 2018.
- Poésie réunie, 1980-2020, avec des encres et dessins originaux d'Annick Le Scoëzec, Garamond, 2025.

### Prose
- Cent ans de littérature en Espagne, essai, Bruxelles, Labor, 1985.
- Les Chats du Père-Lachaise, contes et nouvelles, Paris, Garamond, 2000 (2e éd. Toronto, Éditions du Gref, 2004).
- Incursions fantomatiques en Orient et en Amérique, récits, Paris, Garamond, 2002.
- De la Révolution aux Années Molles. Chroniques parisiennes, Paris, Garamond, 2005 (1re édition : Mexico, Vuelta, 1989-1994).
- Carnets de la guerre secrète, Paris, Garamond, 2010.
- Le Dernier Carré de Pythagore, Paris, Garamond, 2012.
- Trois Chemins du Siècle d'Or en Espagne et au Mexique, Paris, Garamond, 2014 (prix Emmanuel Vossaert 2015 de l'Académie royale de Belgique). (Voir Catherine d'Humières : "L'esprit du Siècle d'or : trois figures d'exception" http://www.fabula.org/acta/document9541.php)
- Le Septième sceau de Raymond Lulle, (Portrait biographique), Paris, Garamond, 2019.
- Le Nom dans la clairière. Poésie et littérature, t. 1, Garamond, 2021.

### Éditions critiques
- Baltasar Gracián : L’Art de la prudence, Paris, Rivages, 1994 (préface et notes).
- Jacques-Gilbert Ymbert : L’Art de faire des dettes, Paris, Rivages, 1996 (Postface et notes).
- Thérèse d’Avila : Le Château intérieur, Paris, Rivages, 1998 (Introduction et notes).
- Julio Cortázar : Histoires inédites de Gabriel Medrano, Paris, Gallimard, 2008 (Préface et notes).
- Octavio Paz : Œuvres, Paris, Gallimard, Bibliothèque de la Pléiade, 2008 (Texte établi, présenté et annoté).
- Alejo Carpentier : Chasse à l'homme / El acoso, Paris, Gallimard, Coll. Folio bilingue, 2014 (Préface et notes).
- Federico García Lorca : La casa de Bernarda Alba / La Maison de Bernarda Alba, Paris, Gallimard, Coll. Folio bilingue, 2015 (Traduction de André Belamich révisée par Jean-Claude Masson. Préface et notes de Jean-Claude Masson)
- Federico García Lorca : Yerma / Yerma, Paris, Gallimard, Coll. Folio bilingue, 2016 (Traduction de Marcelle Auclair, Paul Lorenz et André Belamich, révisée par Jean-Claude Masson. Préface et notes de Jean-Claude Masson)

### Traductions en volume (par ordre alphabétique)
Isabel Allende (Chili), Homero Aridjis (Mexique), Isidoro Blaisten (Argentine), Jorge Luis Borges (Argentine), José Cardoso Pires (Portugal), Jorge Castañeda (Mexique), Julio Cortázar (Argentine), Macedonio Fernández (Argentine), Carlos Fuentes (Mexique), Gabriel García Márquez (Colombie), Roberto Juarroz (Argentine), Juan Marsé (Espagne), Octavio Paz (Mexique), José Rizal (Philippines).
Jean-Claude Masson a également traduit le livret de l’opéra d’Astor Piazzolla et Horacio Ferrer :  María de Buenos Aires, créé en français à Mons et à Valenciennes par le groupe Musiques Nouvelles, en 2005, puis repris à Bruxelles, Liège, etc.
En 1987, dans l’émission d’Anne Sinclair Questions à domicile, Yves Montand lit le poème de Jean-Claude Masson « Scherzo », qui sera repris dans l’album Plaisirs Inédits (Universal, 1997) puis dans le coffret Les cent plus belles chansons d'Yves Montand.

## Commentaires
- « Certains poètes font entendre comme une rumeur de langues en marche. Jean-Claude est de ceux-là. […] Les points de fuite de la perspective “Toi qui pâlis au nom de Vancouver”, écrivait Thiry — nous entraîneront autant en nous-mêmes qu’à travers le monde. Qu’est-ce que mourir, sinon passer derrière la ligne d’horizon ? Tout est en place. Quelle solitude, quelle arlequinade, quel drame nous attendent ? Que ce soit à Liège ou à Bangui, aux îles sous le Vent ou à la Villette, ausculter le temps, c’est écouter en soi l’inexorable horloge. […] Les poèmes seraient-ils autant de paroles enregistrées dans la chambre d’échos de l’imaginaire de la réalité en chaque homme ? Chez Jean-Claude Masson en particulier, qui est la vie même, forces et appels, patiente et opiniâtre poursuite ? […] Pour un remembrement du cœur, "Toute la misère tout l’amour du monde”, Jean-Claude Masson nous les propose comme un jeu de miroirs de solidaire itinérant. » (Pierre Seghers, « Solidaire itinérant », dans Sept Poètes en quarantaine (Bruxelles, Éditions de la Louve, 1985), p. 91-93).
- « Voici donc un poème de mille vers, un livre qui risque de faire scandale, dans le bon sens. D’abord parce qu’il s’agit d’un poème de “formation”; ensuite parce qu’on y trouve un poète rompu aux subtilités propres au genre, où les idées et les sons se répondent, les mots se trouvant reliés entre eux par répétitions ou équivalences de temps, sans qu’un seul puisse être déplacé une fois le vers composé. » (Hector Bianciotti, « L’enfance d’un poète», Le Monde, 26 juillet 1991, à propos du Testament du printemps).
- « “Chantimane ” est un mot anglais d’origine française que Jean-Claude Masson a voulu refranciser et qui désignait le marin qui entraînait l’équipage en chantant, en particulier lors des manœuvres les plus rudes et les plus pénibles, une métaphore du poète. » (Judith Beaulieu, L’Express de Toronto, 21-27 avril 1998, à propos du Chantimane).
- « Les 91 poèmes qui composent le livre de Jean-Claude Masson évoquent le destin de 91 poètes de ce siècle qui expire, un destin qui condense l’histoire de l’Europe et de l’Amérique et les tempêtes qui l’ont frappée. Comme le dit un de ces poèmes centrés sur le Rubén Darío crépusculaire de 1916 : “Le siècle entame sa carrière dans le sang — l’ère s’annonce carnassière — / et j’achève ma course. /Je suis revenu au pays de Nulle Part / dans une luxuriance lasse, la verdeur moite, / qui énerve. ” » (Juan Goytisolo, Letras Libres (Mexico), n° 22, oct. 2000, à propos des Saisons brûlées).

## Extrait
Le vent seul est inquiet, l’invisible, l’impalpable,
son ombre se concentre sur la plaine écartelée,
dresse au doute un temple aux crinières sauvages,
quatre murs de pisé, puits de feu pétrifié.
Rien ne distrait le vent de la lente menace
des crêtes et des pics, il fourbit son attente, affûte
ses alarmes, tous ses couteaux pour creuser la blessure
- - vision de cheval fou, immortel, oublieux,
comme la mer s’acharne à fracasser en vain les vagues - -
ou inciser, sous la poussière patiente, les lèvres du Silencieux.
(Le Testament du printemps, II, 1991

### Présentation et bibliographie
- Maison de la poésie et de la Langue française de Wallonie-Bruxelles
- Site des éditions du GREF, Toronto
- Centre d’études sur la littérature belge de langue française de l’université de Bologne
- Site de l'université de Liège